# Чиркова Зінаїда Кирилівна
Зінаїда Кирилівна Чиркова (2 грудня 1931 , Темляково, Уральська область  — 26 вересня 2009 , Кишинів ) — радянська письменниця, сценарист, режисер, Заслужений діяч мистецтв Молдови.
Член Союзу письменників Росії, член Спілки письменників Молдови «Ністру», член Міжнародного союзу письменницьких угруповань, член Спілки кінематографістів СРСР і Молдови, член Конфедерації кінематографістів Співдружності Незалежних Держав.

## Біографія
Зінаїда Кирилівна Чиркова народилася 2 грудня 1931 року в селі Темляково Темляковської сільради Курганського району Уральської області РРФСР (нині Кетовський район Курганської області). Незабаром її батьки, Ірина Михайлівна і Кирило Молофійович Чиркові, з трьома дітьми переїхали в місто Курган. У роки Другої світової війни її батько, червоноармієць, загинув в Підмосков'ї, брат, лейтенант, убитий в Новоросійську, а сестра Ганна Кирилівна Сєркова працювала токарем на оборонному заводі.
Закінчила школу в Кургані, а потім закінчила факультет журналістики Ленінградського університету (1955)
У 1952—1968 роках працювала в газетах Мурманська («Комсомолець Заполяр'я»), Кольського півострова, Крайньої Півночі.
В 1967 році закінчила сценарний факультет ВДІКу (майстерня І. Василькова та А. Нікіфорова).
У 1968—1982 роках — редактор і сценарист (документального та ігрового кіно) кіностудії «Молдова-фільм».
Працювала у редакційній раді журналу «Наше покоління».
Указом Президента Російської Федерації від 10 червня 2003 року № 654 задоволено клопотання Чирковой Зінаїди Кирилівни, що проживає в Республіці Молдова, про прийом в громадянство Російської Федерації.
Зінаїда Кирилівна Чиркова померла 26 вересня 2009 року.

## Нагороди
- Заслужений діяч мистецтв Молдови.

## Родина
- Чоловік Микола Гібу
- Старший син Сергій
- Другий син Ігор
- Онуки: Кирило, Ольга, Єгор, Софія